# Prinses Marijkesluizen
De Prinses Marijkesluizen is een sluizencomplex in het Amsterdam-Rijnkanaal bij Rijswijk (Gelderland) en Ravenswaaij. Het complex is voor de Tweede Wereldoorlog al ontworpen, maar is pas in 1952 gereed gekomen. De ontwerper is ir. J.P. Josephus Jitta.
Het complex bestaat uit twee schutkolken en een keersluis om het Betuwepand van het Amsterdam-Rijnkanaal af te sluiten van de Lek. Onder normale omstandigheden is de keersluis geopend en kunnen schepen onder de keersluis door varen. Bij een waterpeil van 5,55 m +NAP wordt de keersluis gesloten en moeten schepen via de schutsluis varen.

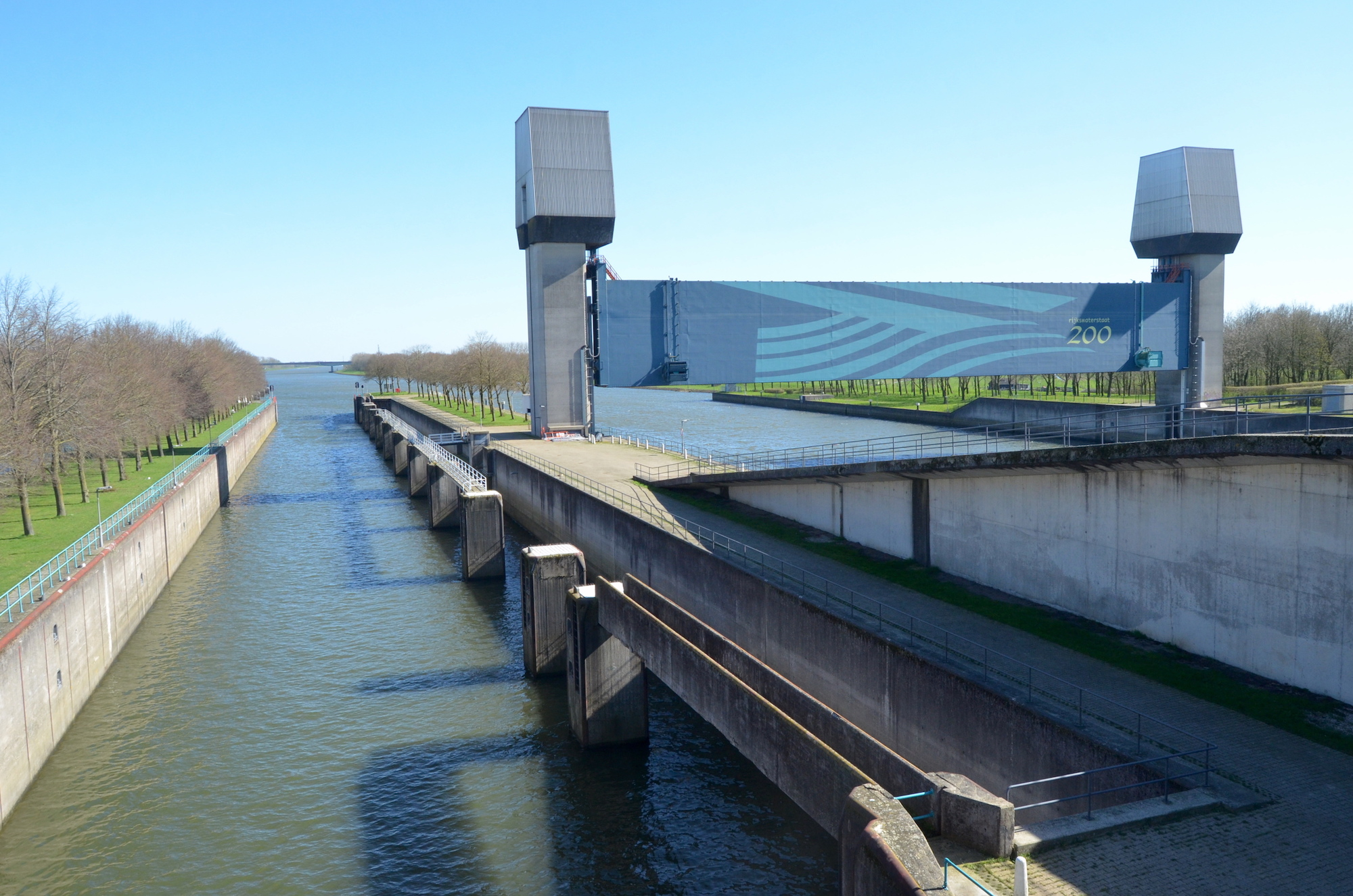
Prinses Marijkesluizen bij Rijswijk (Gelderland).

Deze sluizen weken af van de overige sluizen in het Amsterdam-Rijnkanaal. Meestal was op deze plek geen sluis nodig, alleen bij hoge afvoer van de Rijn moest het kanaalpand tussen Ravenswaaij en Tiel afgesloten worden. Er is daarom besloten om één sluiskolk te maken, die in principe alleen bij hoogwater op de Rijn als sluis gebruikt zou worden, en bij lagere waterstanden gewoon open zou staan. Maar om in die situatie voldoende doorvaartcapaciteit te hebben besloot men naast de sluis een keersluis aan te leggen. Om veiligheidsredenen moest deze keersluis dubbel uitgevoerd worden, waardoor het feitelijk ook een schutsluis werd. Daarnaast was het nodig om water te kunnen afvoeren naar de Rijn bij hoge waterstanden, hiervoor was een gemaal nodig.
Later is nog een bredere keersluis aangelegd, omdat de doorvaartcapaciteit in de loop der jaren toch onvoldoende bleek.
De keerschuif is een stalen constructie met een breedte van 80 meter, opgehangen tussen twee betonnen heftorens. Het complex wordt ook vaak "Keersluis Ravenswaaij" genoemd.
Een gemaal maakt deel uit van het complex om water uit het Betuwepand te kunnen pompen.